# Негруччи, Фелипе
Фелипе Негруччи Бердагу (порт.-браз. Felipe Negrucci Berdague); более известный, как Фелипе Негруччи (порт.-браз. Felipe Negrucci) род. 4 мая 2004, Лимейра, Сан-Паулу) — бразильский футболист, полузащитник клуба «Сан-Паулу».

## Клубная карьера
Негруччи — воспитанник клуба «Сан-Паулу». 28 июня 2023 года в поединке Южноамериканского кубка против аргентинского «Тигре» Фелипе дебютировал за основной состав. 13 августа в матче против «Фламенго» он дебютировал в бразильской Серии A. В своём дебютном сезоне игрок помог клубу выиграть Кубок Бразилии.

## Достижения
Клубные
 «Сан-Паулу»
- Обладатель Кубка Бразилии — 2023